# Hello Neighbor
Hello Neighbor est un jeu vidéo de type survival horror développé par Dynamic Pixels et édité par tinyBuild, sorti le 8 décembre 2017 sur Microsoft Windows et Xbox One, le 9 mars 2018 sur PlayStation 4 ainsi que le 27 juillet 2018 sur Nintendo Switch, IOS et Android. Le jeu est également publié le 1er septembre 2020 sur Google Stadia.
Dans ce jeu, les personnages principaux sont Nicolas Roth, le joueur, qui se retrouve en danger pour avoir été trop curieux, et Theodore Peterson, alias le voisin, dont la maison regorge de secrets.

## Système de jeu
Hello Neighbor est un jeu de type survival horror, qui présente aussi des éléments de gameplay d'un jeu d'infiltration.
Le but du jeu est que le joueur atteigne le sous-sol du voisin pour découvrir son « horrible secret ». L'intelligence artificielle du jeu modifie le comportement du voisin, en fonction des précédentes actions du joueur.
Le jeu présente des dégâts de chute, mais pas de noyade. Ainsi, en cas d’une chute depuis une hauteur trop importante, le personnage mourra, mais pas en cas d’un passage prolongé sous l’eau.
Hello Neighbor dispose également d’un cycle jour/nuit. Si l’ennemi principal du jeu (le voisin) attrape le protagoniste, ce dernier se verra téléporté dans son lieu d’apparition initiale, et le jour et la nuit seront inversés (pour une capture durant la journée, le jeu continuera la nuit ; pour une capture durant la nuit, il continuera le jour).
Le personnage ne peut pas combattre.

## Développement
Lors de la création du jeu, il devait s'appeler Hello, Neighbor! mais la virgule et le point d'exclamation ont dû être supprimés. Comme de nombreux jeux, il a été créé petit à petit. La première version alpha du jeu sort dès le 26 octobre 2016, la deuxième alpha dès le 22 novembre 2016, la troisième dès le 22 décembre et la dernière dès le 4 mai 2017. C'est au cours de cette alpha que le logo fut créé, avec le "o" de Hello en forme de Serrure et le "o" de Neighbor en forme de clef, ainsi que les niveaux de peur et le système de super pouvoirs. La première bêta (version plus proche de la forme finale que l'alpha) est sortie le 26 juin 2017 car le moteur a subi une mise à jour.  La deuxième bêta est sortie peu après et a réglé de nombreux soucis de la précédente, comme des bugs d'intelligence artificielle, ou de texture. La dernière bêta a été créée uniquement pour remplacer la forme finale qui devait sortir en août. Mise à disposition des joueurs dès le 14 août, les énigmes y ont été changées, l'intelligence du voisin améliorée et le sous-sol a subi quelques modifications. Les objets, le gameplay, les textures, les énigmes ont donc changées durant tout le développement. Quant à la maison, elle n'a varié qu'au court des alpha, les bêta eurent repris l'extérieur de la dernière. Et lors de la sortie de la bêta 3, les créateurs ont annoncé que les joueurs ne verraient, avec toutes les alpha et les bêta, que 40 % du jeu final.
Le jeu est sorti en Alpha Build sur le site web de Dynamic Pixels en 2015, avant d'être commercialisé en tant qu'early access par le programme Steam Greenlight. Une campagne Kickstarter est lancé pour récolter des fonds pour le développement. Par la suite, le studio signe un accord avec tinyBuild afin qu'il devienne l'éditeur du jeu.
Le moteur du jeu est Unreal Engine 4.

## Forme de la version finale
La forme finale, commercialisée, du jeu se présente sous quatre actes. Dans l'acte 1, le joueur un jeune garçon qui, par le biais de son ballon, se retrouve devant la maison du voisin. Il y entend des cris et, intrigué, décide de s'approcher. Il voit le voisin qui referme et bloque la porte de la cave. Le voisin remarque ensuite le protagoniste et l'attrape. Dans cet acte, la maison est "normale", elle ressemble à toutes les autres de la rue. Il faudra l'explorer et retrouver la clef rouge. Le chemin se poursuit dans la cave où, poursuivit par le voisin, le joueur arrivera dans un long couloir. Il est nécessaire de courir, mais au bout se trouve une porte cadenassée par plusieurs verrous. Pour finir l'acte, il faut se faire attraper devant la porte. La maison varie à peine lors de l'acte 2. Quelques étages sont créés, comme si le voisin avait pris des maisons et les avait "collées" à la sienne. Une palissade l'entoure et de nombreuses canalisations sont présentes.
Pour la première fois, le but ne sera pas d'entrer dans le sous-sol, mais de s'évader de la maison pour retourner chez soi[réf. nécessaire], dans tous les sens du terme. Plusieurs sorties sont envisageables, mais il faudra pour chacune d'entre elles d'explorer la maison. Lors de l'acte 3, le personnage incarné s'endort, et se retrouve devant la même maison que dans la bêta 3. Certaines énigmes sont différentes et trois super pouvoirs devront être gagnés en faisant les «niveaux de peur», qui seront en fait des épreuves qui vous oblige à utiliser les fameux pouvoirs de double-saut, de s’échapper du voisin, de résoudre des énigmes ou d'esquiver des ennemis ayant la forme de mannequins en bois vivants. Il arrivera ensuite face à la même porte que dans l'acte 1, mais démunie de ses cadenas. Là un voisin géant qui porte une maison sur le dos détruit la salle où il était. Il faudra se mettre à terre et pouvoir entrer dans la maison. Elle mène à l'acte final, le seul acte où le voisin sous sa forme "habituelle" n’apparaît pas. Le joueur arrivera dans un manoir où un petit garçon joue, assis. Par des fenêtres, le protagoniste pourra voir, comme l'enfant qui se lèvera bout d'un moment, une ombre maléfique géante. Le petit garçon va fuir et s’asseoir à différents endroits, et quelques secondes après, l'ombre donnera un coup vers l'enfant. Le but sera de s’intercaler entre sa main et le garçon, et ce à chaque fois. Mais  dès que le joueur reçoit un coup, il grandit, et certains passages qu'utilise le jeune garçon ne peuvent plus être employés. Il faudra donc se dépêcher de trouver un accès plus long pour le protéger.
Le jeu se termine sur une cinématique où le protagoniste se réveille et constate que la maison de son voisin est en ruines, suggérant que tout cela n'était qu'un rêve.

## Franchise

### Hello Neighbor: Hide and Seek
Dans la suite du jeu : Hello Neighbor: Hide and Seek (sorti en décembre 2018), le joueur incarne Mya Peterson, la fille cadette du voisin (Theodore Peterson). Le joueur prend connaissance des évènements antérieurs à l'histoire de l'opus principal.

### Secret Neighbor
Secret Neighbor, un spin-off multijoueur de Hello Neighbor, a été annoncé le 10 juin 2018 et sorti le 24 octobre 2019 sur Xbox et PC. Situé entre les deux premiers actes de Hello Neighbor, il suit les amis de Nicky alors qu'ils tentent de le sauver de la maison de M. Peterson. Les enfants sont représentés par différentes classes, chacune avec ses compétences et ses capacités uniques, et doivent récupérer les clés nécessaires pour déverrouiller la porte du sous-sol de la maison. Cependant, l'un des enfants est M. Peterson déguisé et dispose également de diverses capacités basées sur la classe qui peuvent être utilisées pour confondre, tromper, capturer ou autrement empêcher les enfants d'atteindre leur objectif.

### Hello Bendy
Le 27 octobre 2017, un mode Halloween est sorti en incluant de multiples éléments du jeu, Bendy and the Ink Machine. Ce mode inclut un fond jaune et noir, des musiques du jeu et une multitudes d'apparences de Bendy.

### Sortie
Hello Neighbor devait sortir initialement le 29 août 2017 sur Windows. Cependant, quelques jours avant l'échéance, la sortie est repoussée pour le 8 décembre 2017.